# Oude Hortus (Utrecht)
Met de Oude Hortus wordt de tuin bedoeld, die van 1723 tot 1920 de botanische tuin (hortus botanicus) van de Universiteit van Utrecht was. De Oude Hortus is gelegen tussen de Lange Nieuwstraat en de Nieuwegracht.

## Geschiedenis
De hortus van Utrecht heeft een geschiedenis die teruggaat tot het jaar 1639. In 1723 kreeg de hortus botanicus zijn plaats in een terrein tussen de Nieuwegracht en de Lange Nieuwstraat. Na 1920 verloor de tuin haar positie van universitaire botanische tuin en plantencollectie aan het Cantonspark in Baarn en dienden de kassen aan de Lange Nieuwstraat voor algemene plantkunde. Tot 1935 vonden verschillende uitbreidingen van het terrein plaats, hoewel het terrein als steeds belangrijker functie die van parkeerplaats had.
In de jaren zestig van de 20e eeuw verhuisde de universiteit voor een groot deel naar De Uithof. De hortus kwam onder de naam Botanische Tuinen weer terug naar Utrecht, naar Fort Hoofddijk.
In 1991 dreigde het hortuscomplex aan de Lange Nieuwstraat definitief te verdwijnen. De Stichting Vrienden van de Oude Hortus, waarin buurtbewoners, Rotaryclubs en vrijwilligers actief waren, nam het beheer en de inrichting van de tuin op zich. In 1996 werd het Utrechts Universiteitsmuseum gevestigd in het voormalige Botanisch Laboratorium. Door sloop van een aantal gebouwen werd de tuin weer groter en kreeg onder de naam Oude Hortus de status van museumtuin. In de heringerichte Oude Hortus kan men nu een beeld krijgen van de ontwikkelingen die de tuin in drieënhalve eeuw heeft doorgemaakt.

### 17e eeuw: kruidentuin

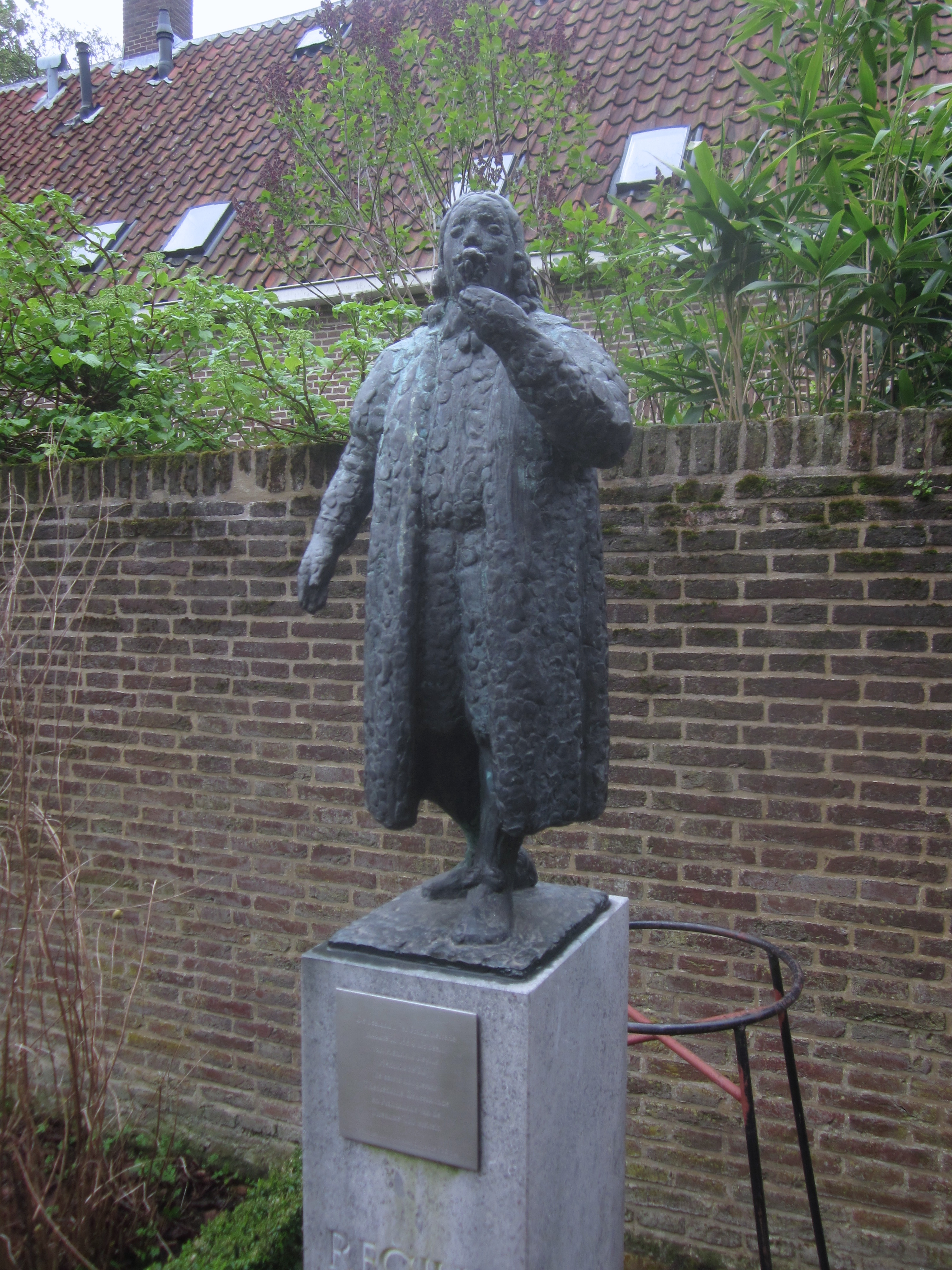
Standbeeldje van Henricus Regius in de kruidentuin, gemaakt door Frank Letterie in 1994

Op 11 maart 1639, drie jaar na de oprichting van de Universiteit van Utrecht, besloot het stadsbestuur "dat men het bolwerk Sonnenborgh sal doen approprieren ende beplanten met cruijden nodich tottet oeffenen van de studenten in de medicijnen" (dat men een terrein op het bolwerk Sonnenborgh zou aankopen om dit in te richten als kruidentuin. Daar kunnen de medicijnenstudenten les krijgen). De tuin heette in die tijd: hortus medicus. De eerste directeur was Henricus Regius (Hendrik de Roy, 1598-1679), die in 1650 de eerste tuincatalogus van de Utrechtse hortus publiceerde – de Hortus Academicus Ultraiectinus – met 678 soorten, variëteiten en cultivars.

### 18e eeuw: plantensystematiek
In 1723 verhuisde men naar een groter terrein. De stad kocht een pand aan de Nieuwegracht met een grote tuin, die doorloopt tot aan de Lange Nieuwstraat. Het pand, tegenwoordig Nieuwegracht 187, heette toen "De Roos" en wordt tegenwoordig "De Roos onder de Linden" genoemd. Op deze plaats is de Oude Hortus nog steeds gehuisvest. Deze "hortus botanicus" werd ingericht door Joseph Serrurier (1668-1742). In 1735 bezocht de Zweedse arts en natuuronderzoeker Carl Linnaeus, tijdens zijn verblijf van enkele jaren in Nederland, de hortus.
In Utrecht werkte hoogleraar Evert Jacob van Wachendorff (1703-1758), plant- en scheikundige, aan een eigen variant van de plantensystematiek. In 1747 publiceerde hij de Horti Ultraiectini Index (de lijst met planten in de Utrechtse hortus). Hij liet de tuin opnieuw inrichten om zijn systeem te demonstreren, en werkte met plantennummers die naar zijn "index" verwezen.
In 1724 en 1768 werden ook twee oranjerieën gebouwd, waarin tropische en subtropische planten konden overwinteren.
Uit de 18e eeuw dateert ook de Japanse notenboom (Ginkgo biloba), die nog steeds in de tuin staat, en beschouwd wordt als de oudste Japanse notenboom in Europa.

### 19e eeuw: Engelse landschapsstijl en plantenfysiologie
In de negentiende eeuw paste professor Friedrich Anton Wilhelm Miquel (1811-1871), botanicus (plantkundige), de Engelse landschapsstijl toe bij de inrichting van (delen van de) hortus: men probeerde in de tuin de indruk van een natuurlijk landschap te wekken.
Aan het eind van de eeuw verschoof de aandacht onder de botanici naar de plantenfysiologie. Er werd een laboratorium gebouwd. De beplanting van de tuin werd gericht op het kweken van materiaal voor fysiologische en anatomische studie.

### 20e eeuw: kassen en plantensociologie

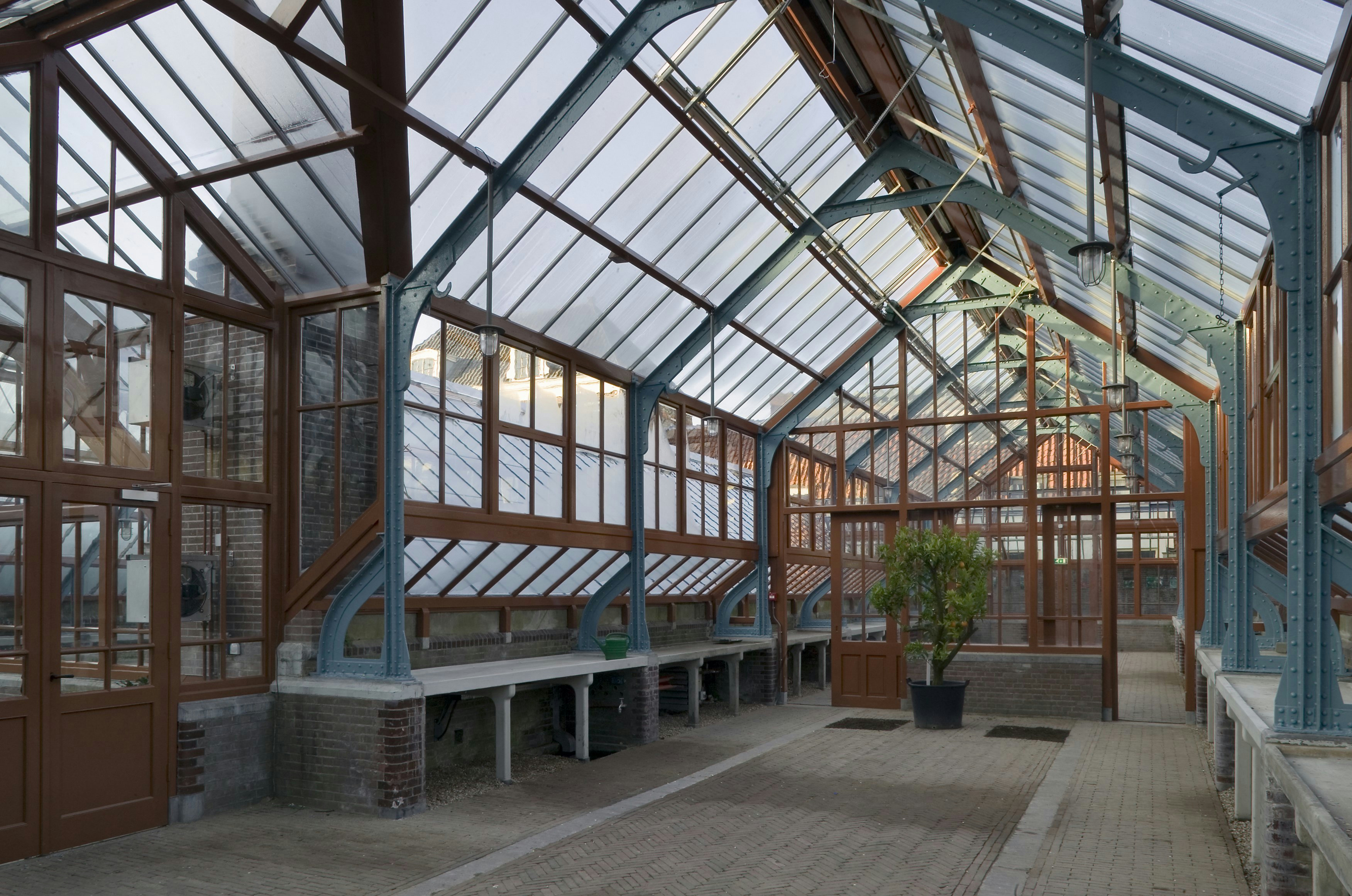
Interieur van een deel van het kassencomplex in 2006

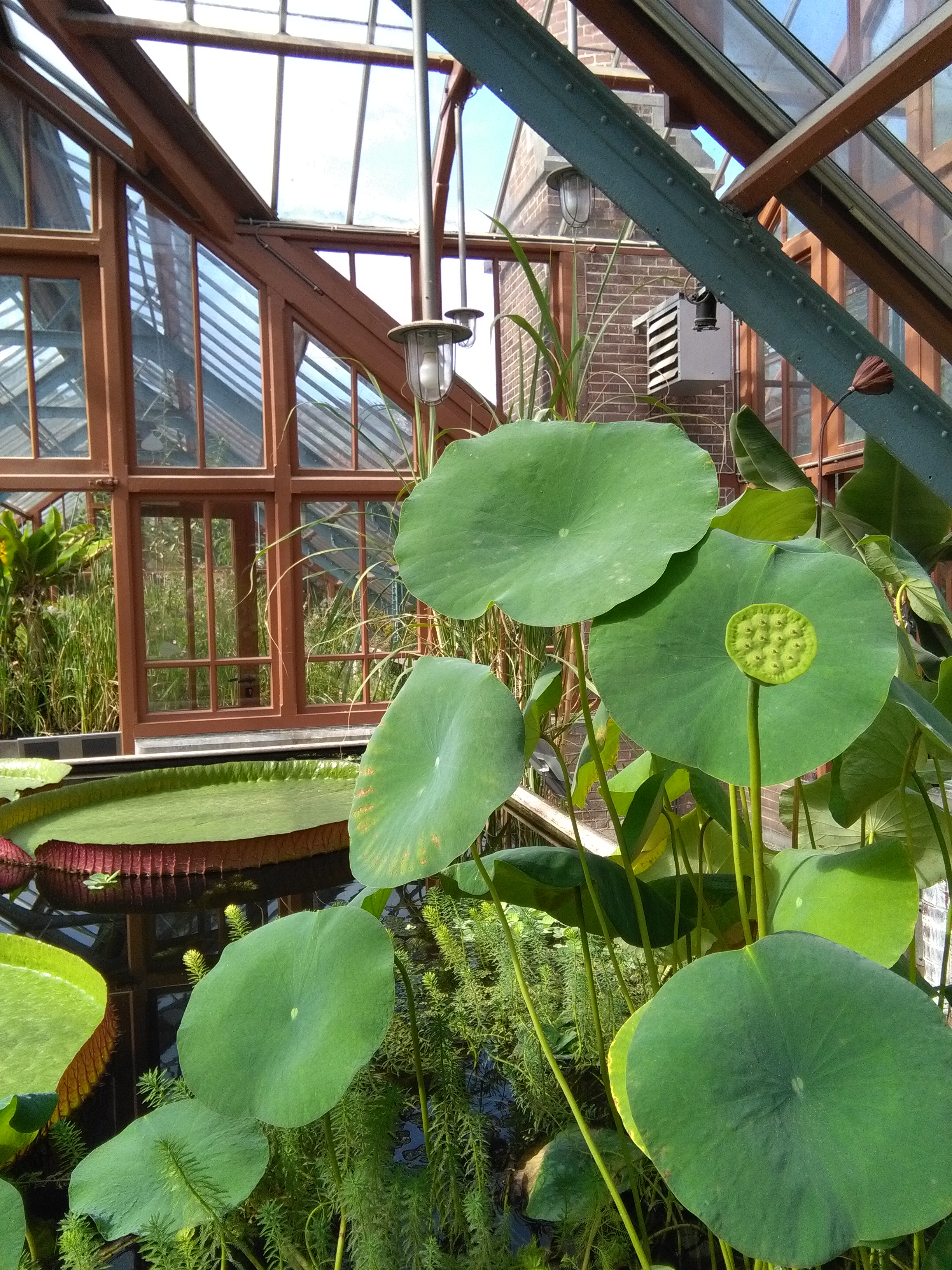
Victoria amazonica en heilige lotus in de waterplantenkas in 2017

Tussen 1906 en 1908 werden de bestaande kassen afgebroken en werd een voor die tijd zeer modern kassencomplex gebouwd. In elk kasgedeelte was het mogelijk een ander klimaat te scheppen.
De opkomst van de plantensociologie of vegetatiekunde blijkt uit het feit dat op de plaats van de huidige "cottagetuin" een alpiene tuin werd ingericht. De bedoeling was om dit deel van de tuin zo goed mogelijk als plantengemeenschap in te richten.
De twintigste eeuw is ook de eeuw van de verplaatsing van de plantencollectie naar het Cantonspark in Baarn (vanaf 1920) en later naar het nieuwe universiteitscomplex aan de rand van Utrecht, De Uithof. Bij deze laatste verhuizing werd de naam van de tuinen gewijzigd in Botanische Tuinen Universiteit Utrecht. De term "hortus" leeft voort in de aanduiding "Oude Hortus" voor de tuin die als museumtuin aan een nieuw leven begon.
In 2023 is de restauratie van het zaadhuis begonnen. Daarin is na de restauratie het Museumcafé Ginkgo gevestigd.

## Museumtuin
In de huidige tuin kan men in een notendop de ontwikkeling van de Hortus van de zeventiende tot de twintigste eeuw terugvinden:
- In de Regiustuin, genoemd naar de hooggeleerde Henricus Regius, is geprobeerd de sfeer van de 17e-eeuwse Hortus Medicus levend te houden.
- De oranjerieën uit de 18e eeuw bestaan nog steeds. De ene doet sinds 2002 dienst als museumcafé het Zaadhuis. In de andere overwinteren nog steeds de kuipplanten, waaronder het oranjeboompje, waaraan de oranjerieën hun naam ontlenen.[5]
- Het centrale deel van de tuin is ingericht in de voor de 19e eeuw karakteristieke Engelse landschapsstijl.
- De huidige "cottagetuin" is in de eerste helft van de 20e eeuw aangelegd als alpiene tuin, waarin planten bij elkaar stonden, die gelijke natuurlijke omstandigheden behoeven.

De Oude Hortus is toegankelijk voor bezoekers. Het hele jaar door vinden er rondleidingen en diverse andere activiteiten plaats.